# Eleutherodactylus orientalis
Eleutherodactylus orientalis är en groddjursart som först beskrevs av Barbour och Shreve 1937.  Eleutherodactylus orientalis ingår i släktet Eleutherodactylus och familjen Eleutherodactylidae. IUCN kategoriserar arten globalt som akut hotad. Inga underarter finns listade i Catalogue of Life.